# Spilosoma ursulina
Spilosoma ursulina là một loài bướm đêm thuộc phân họ Arctiinae, họ Erebidae.